# Ron Boyle
Ron Boyle (nascido em 25 de agosto de 1947) é um ex-ciclista australiano que representou a Austrália nos Jogos Olímpicos de Verão de 1976, competindo na prova de velocidade.